# Benkovac
Benkovac (italienisch Bencovazzo) ist eine der sechs Städte in der Gespanschaft Zadar im dalmatinischen Kroatien.

## Geographie
Bei Benkovac trifft die Ebene Ravni kotari auf das Karstplateau von Bukovica.  Die Städte Biograd na Moru und Zadar sind 20 bzw. 30 km entfernt. Die Autobahn Zagreb-Split und die Bahnstrecke Zadar-Knin führen durch das Gebiet der Stadt. Benkovac grenzt an die umliegenden Kommunen Novigrad, Posedarje, Obrovac, Lišane Ostrovičke, Kistanje und Stankovci.

## Bevölkerung
Die Volkszählung von 2011 ergab eine Einwohnerzahl von 11.026. Davon sind 84,88 % Kroaten und 13,78 % Serben.
Vor den Jugoslawienkriegen und der Besetzung der Stadt durch serbische Kämpfer lebten im Stadtkern etwa 78 % Serben und 22 % Kroaten. Nach der Befreiung der Stadt sind fast alle serbischen Einwohner aus der Stadt geflohen. Nach dem Kroatienkrieg siedelten sich viele bosnische Kroaten im Umkreis der Stadt an. Aufgrund der Rückkehr weiterer Flüchtlinge – darunter auch eine geringere Anzahl Serben – wird geschätzt, dass die Stadt inzwischen bis auf rund 12.500 Einwohner angewachsen ist.
Dem Zensus von 2011 zufolge hat die Stadt Benkovac selbst 2866 Einwohner. Die anderen leben in den 38 Dörfern, die in der weiteren Umgebung liegen.

## Geschichte
Die ersten Spuren menschlicher Siedlungen in der Gegend um Benkovac wurden um das Dorf Smilčić gefunden und werden der Kultur der Danilo zugeordnet. Vor der Eroberung durch das Römische Reich war das Gebiet vom illyrischen Stamm der Liburner bewohnt. Während des Römischen Bürgerkriegs standen die Liburner auf der Seite Cäsars. Die folgenden liburnischen Siedlungen werden von der römischen Geschichtsschreibung erwähnt: Nedinum (Nadin), Carinium (Karin), Varvaria (Bribir) und Asseria (Podgrađe). Im 7. Jahrhundert wurde das Gebiet von Kroaten besiedelt. Die Gegend von Benkovac liegt an der Kreuzung von vier kroatischen župas – Novljanska, Šidaška, Bribirska und Karinska. In der Nähe des Dorfes Šopot findet sich eine Inschrift aus dem 9. Jahrhundert, die Branimir als kroatischen Herzog erwähnt.
Im Jahr 1409 verkaufte König Ladislaus von Neapel seine Rechte an Dalmatien an Venedig und Benkovac wurde zur Grenzregion. Direkt an der Grenze wurden die neuen Befestigungsanlagen von Korlát, Kličevica und Polača gebaut, in einer zweiten Reihe folgten Benković und Perušić. Die Festung Benković wurde nach der Adelsfamilie benannt, die sie errichtet hat. Zeitgleich wurde die Stadt Benkovac gegründet. 1527 wurde Benkovac Teil des Osmanischen Reichs. Bald darauf siedelte sich stokavisch sprechende Bevölkerung an – vorwiegend katholische Bunjewatzen und orthodoxe Serben, aber auch Morlachen, die sich schnell assimilierten. 1683 wurde Benkovac Teil der Republik Venedig.
An der Bahnlinie wurde 1965 der Zugüberfall des Films Old Surehand 1. Teil gedreht.

## Wirtschaft
Die Wirtschaft der Region basiert auf der Landwirtschaft, insbesondere dem Weinbau, und der Ausbeutung des über die Region hinaus bekannten Benkovac Kalksteins. In Benkovac werden an jedem 10. des Monats Vieh- und Weinmärkte abgehalten (Benkovački Sajam).

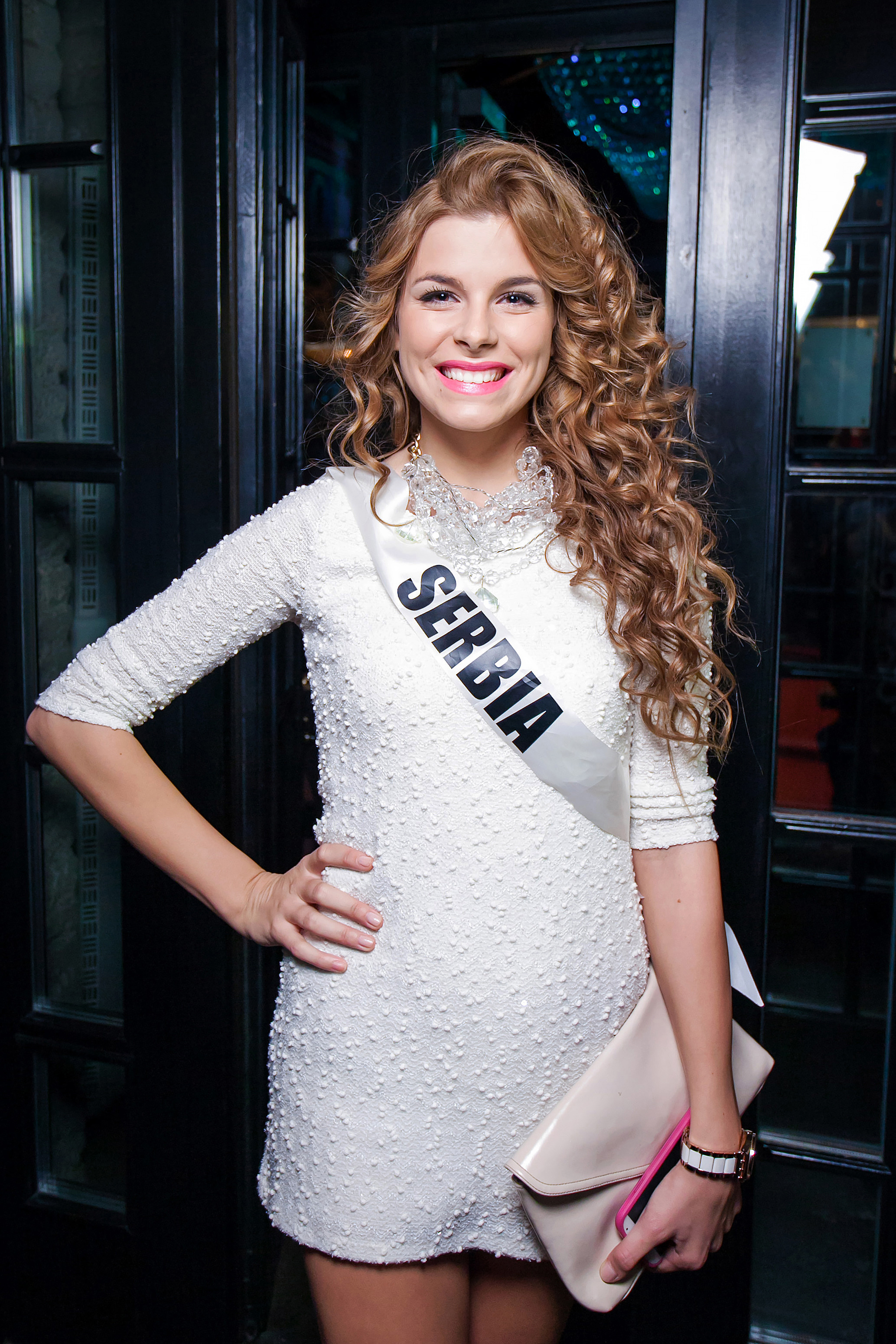
Ana Vrcelj

## Söhne und Töchter der Stadt
- Đorđe Gagić (* 1990), serbischer Basketballspieler
- Ana Vrcelj (geb. 1993), Schönheitskönigin